# Pete Darcey
Henry Joseph Darcey, detto Pete (Oklahoma City, 3 marzo 1930 – Edmond, 31 agosto 2009), è stato un cestista statunitense, professionista nella NBA.